# 케빈마스크
《케빈마스크》는 쾌걸 근육맨 2세에 등장하는 초인이다.

## 프로필
- 출신 : 영국 런던
- 신장 : 218cm
- 체중 : 155kg
- 초인강도 : 117만 파워

## 소개
전설의 초인 로빈마스크의 아들으로, 외모도 아버지 로빈마스크와 붕어빵이다. 성우는 오키아유 료타로/최재호.

## 행적
5화에서 첫 등장한다. 어렸을 때부터 전설의 초인인 아버지 로빈마스크의 혹독한 훈련을 받았지만, 훈련에 벗어나고 싶다는 생각에 집에서 가출을 하여, 데몬 플랜트의 악의 초인으로 타락해 버린다. 그렇게 텔텔보이, MAX맨과 함께 다니다가 9화에서 텔텔보이와 MAX맨이 근육 만타로에게 패배하자, 데몬 플랜트의 티셔츠를 찢어버리고 데몬 플랜트를 탈퇴하여 무소속 초인이 된다. 23화에서 테리 더 키드와 스카페이스의 경기를 관람하는 도중 스카페이스가 자신이 알고 있는 초인이라는 것을 알고, 근육 만타로 일행에게 테리 더 키드가 패배한다고 말한다. 이후 마르스에 대한 모든 조사를 마치고 근육 만타로와 마르스의 결승전에서 경기를 관람하다가 이를 눈치챈 브로켄 주니어의 설득으로, 마르스의 정체를 알린다. 이후 초인월드 그랑프리에 출전하여 결승전에서 근육 만타로와 대결하여 근육 만타로의 모든 필살기를 부숴버리는 실력을 보이지만, 근육 만타로의 신 필살기 머슬 그래비티에 의해 패배한다.